# Peña (krater)
För andra betydelser, se Peña.
Peña är en nedslagskrater med en diameter på ungefär 29 kilometer, på planeten Venus. Peña har fått sitt namn efter den pueblo-amerikanska konstnären Tonita Peña.